# The Grand Tour (album)
Az 1974-es The Grand Tour George Jones nagylemeze, az ötödik, melyet az Epic Recordsnál készített. A Billboard Country Albums listán a 11. helyig jutott, míg a címadó dal 1974 augusztusában a lista élére került. Az album szerepel az 1001 lemez, amit hallanod kell, mielőtt meghalsz című könyvben.

## Az album dalai
|     | Cím                                         | Szerző(k)                                  | Hossz |
| --- | ------------------------------------------- | ------------------------------------------ | ----- |
| 1.  | The Grand Tour                              | Norro Wilson, George Richey, Carmol Taylor | 3:06  |
| 2.  | Darlin'                                     | Ray Griff                                  | 2:05  |
| 3.  | Pass Me By (If You're Only Passing Through) | H. B. Hall                                 | 2:59  |
| 4.  | She'll Love the One She's With              | Hank Cochran, Grady Martin                 | 2:45  |
| 5.  | Once You've Had the Best                    | Johnny Paycheck                            | 2:40  |
| 6.  | The Weatherman                              | Wilson, Richey, Taylor                     | 2:14  |
| 7.  | Borrowed Angel                              | Mel Street                                 | 3:04  |
| 8.  | She Told Me So                              | Bobby Braddock                             | 2:54  |
| 9.  | Mary Don't Go 'Round                        | Earl Montgomery, J.R. Richards             | 2:06  |
| 10. | Who Will I Be Loving Now                    | Taylor, A. Wilson                          | 2:30  |
| 11. | Our Private Life                            | George Jones, Tammy Wynette                | 2:20  |

## Helyezések
| Év   | Lista                    | Helyezés |
| ---- | ------------------------ | -------- |
| 1974 | Billboard Country Albums | 11       |

## Fordítás
Ez a szócikk részben vagy egészben a The Grand Tour (George Jones album) című angol Wikipédia-szócikk ezen változatának fordításán alapul.  Az eredeti cikk szerkesztőit annak laptörténete sorolja fel. Ez a jelzés csupán a megfogalmazás eredetét és a szerzői jogokat jelzi, nem szolgál a cikkben szereplő információk forrásmegjelöléseként.